# Phrurolithus emertoni
Espèce
Phrurolithus emertoni est une espèce d'araignées aranéomorphes de la famille des Phrurolithidae.

## Distribution
Cette espèce est endémique des États-Unis. Elle se rencontre en Géorgie et au Texas.

## Description
La femelle holotype mesure 3,25 mm.

## Étymologie
Cette espèce est nommée en l'honneur de James Henry Emerton.

## Publication originale
- Gertsch, 1935 : New American spiders with notes on other species. American Museum novitates, no 805, p. 1-24 (texte intégral).